# Asplenium azoricum
Asplenium azoricum är en svartbräkenväxtart som beskrevs av Lovis, Rasbach, K.Rasbach och Reichst. Asplenium azoricum ingår i släktet Asplenium och familjen Aspleniaceae. Inga underarter finns listade.

## Bildgalleri

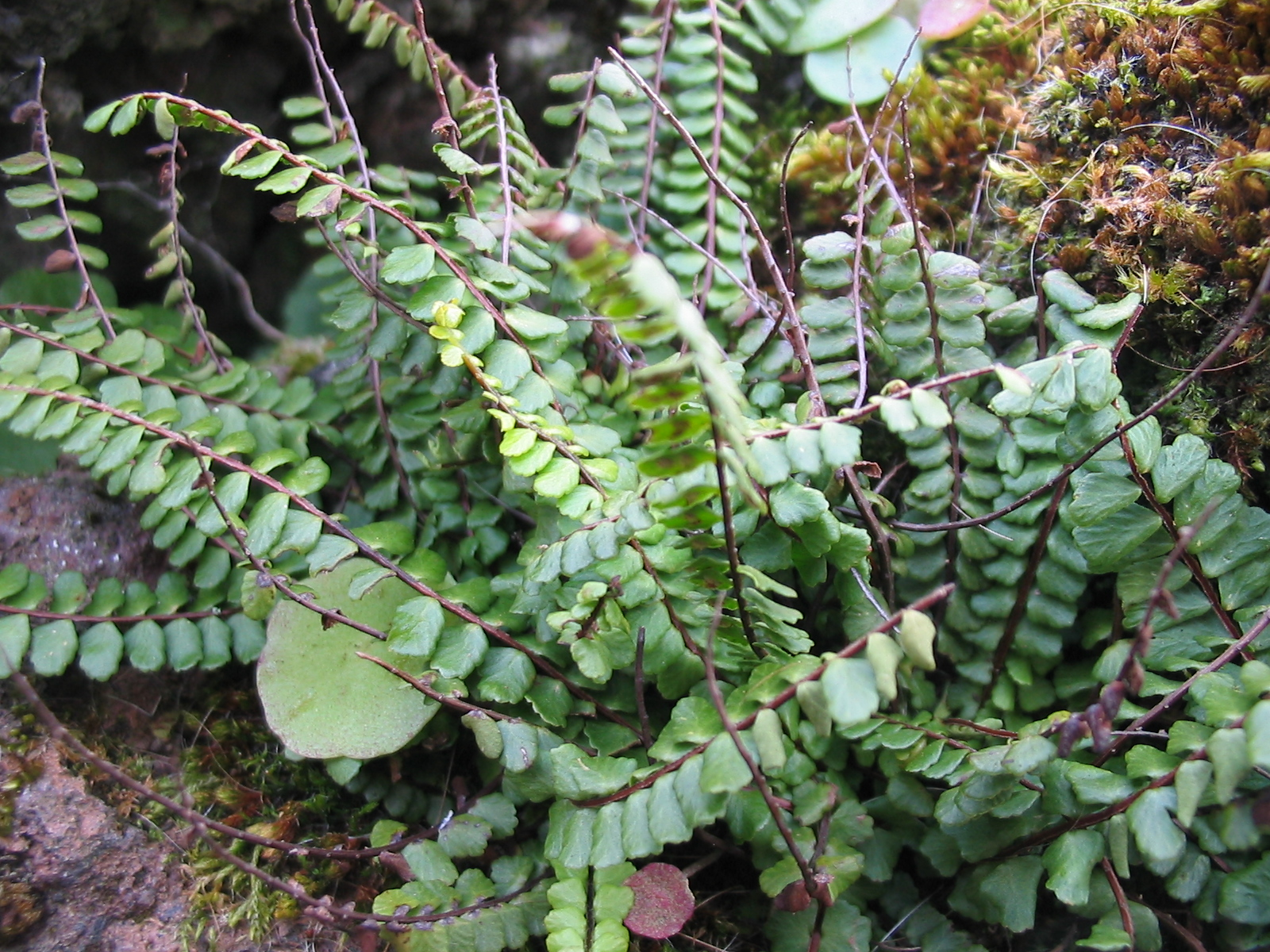
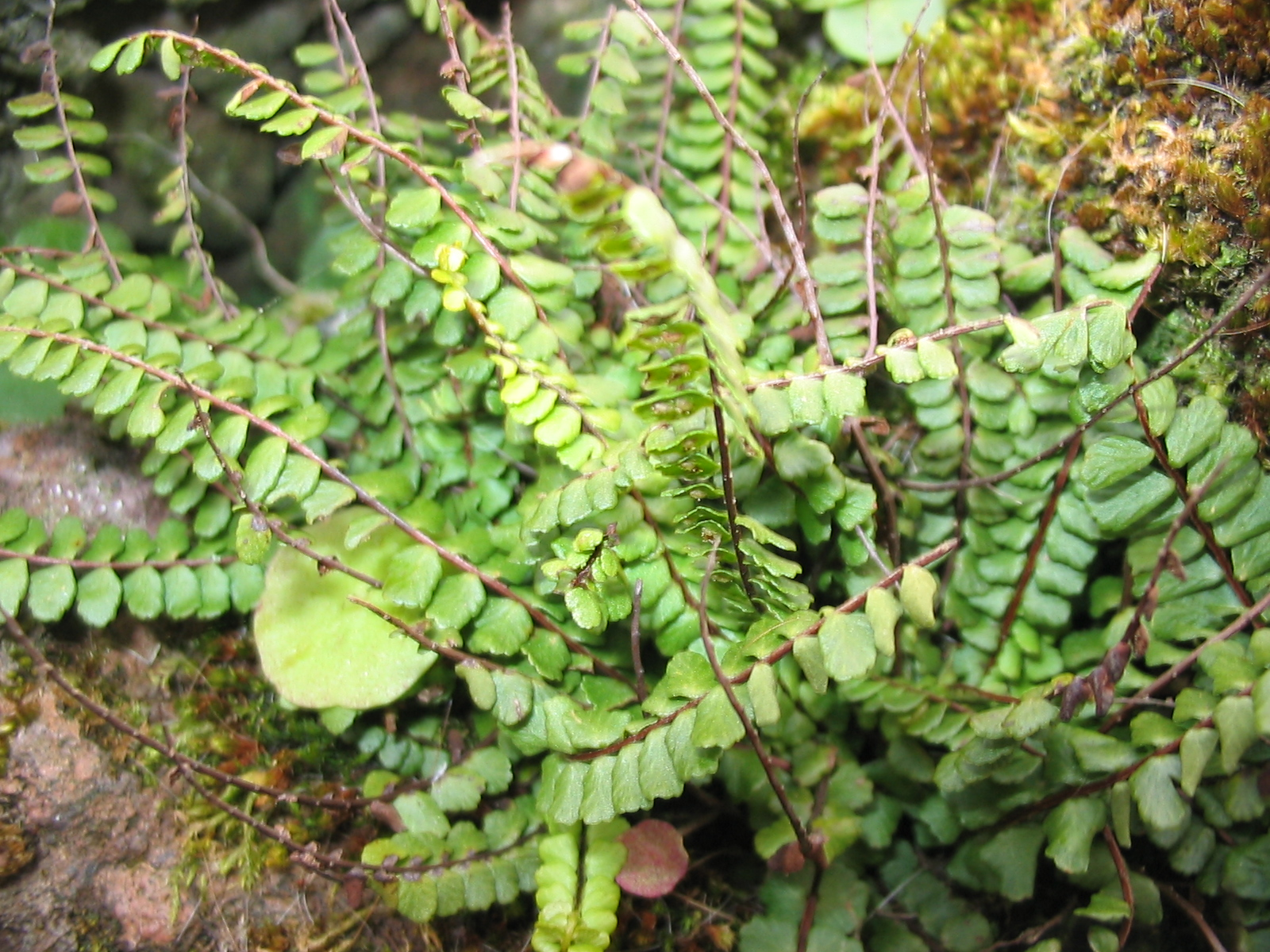
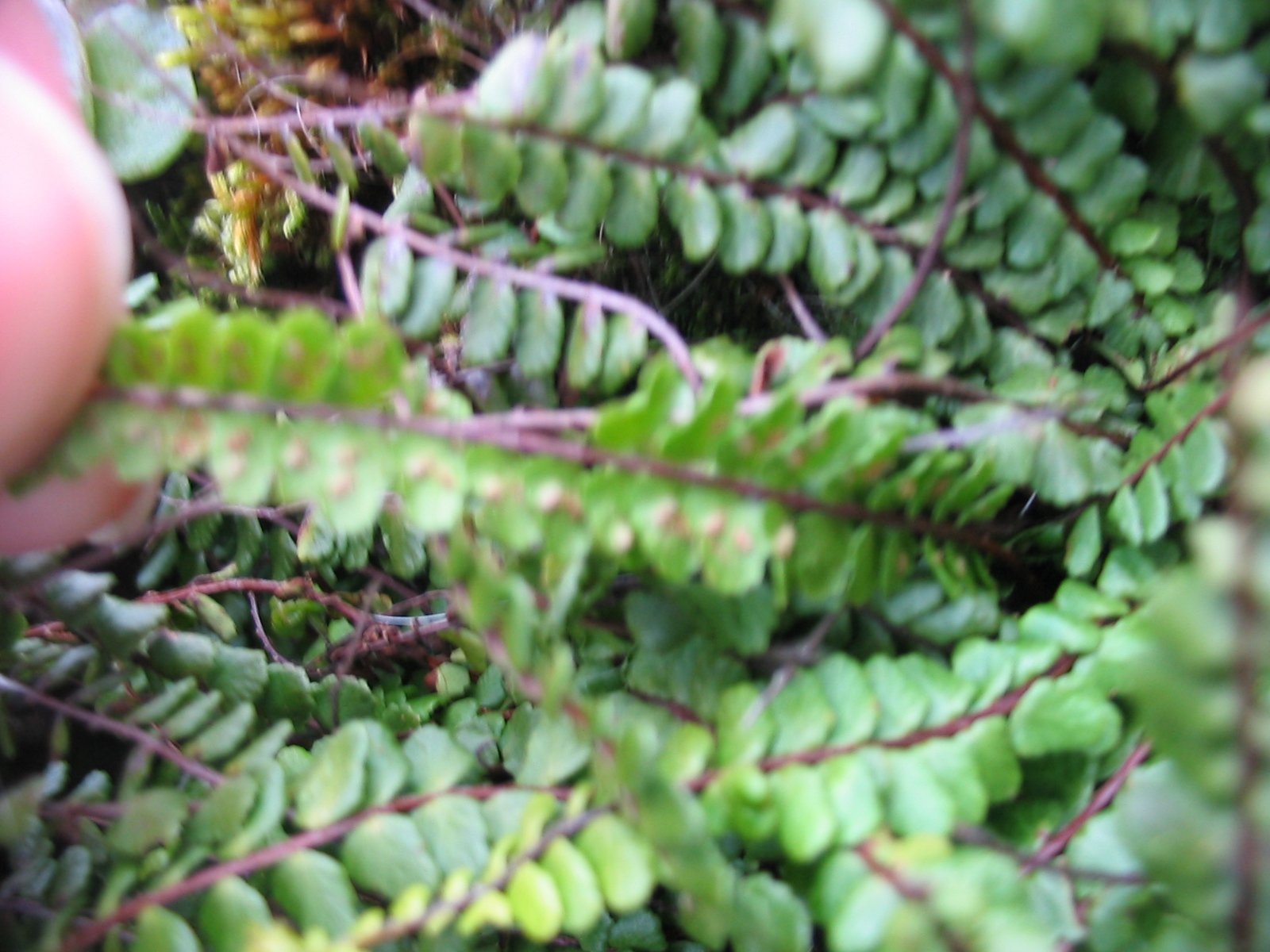